# Napredak Kruševac
Fudbalski Klub Napredak Kruševac (serb.: Фудбалски Клуб Напредак Крушевац) – serbski klub piłkarski z siedzibą w Kruševacu (w okręgu rasińskim). Został utworzony w 1946 roku. W sezonie 2024/2025 klub występuje w Super lidze Srbije.

## Historia
Klub powstał 8 grudnia 1946 roku jako FK Napredak Kruševac w wyniku fuzji trzech lokalnych klubów: FK Zakić, FK Badža i FK 14. Oktobar. W czasach Socjalistycznej Federacyjnej Republiki Jugosławii najwyższym poziomem rozgrywek piłkarskich w których "FK Napredak" występował to rozgrywki Prvej ligi SFR Јugoslavije, gdzie klub występował 6 sezonów: 1951, 1976/77, 1978/79–1980/81 i 1988/89.
W czasach Federalnej Republiki Jugosławii najwyższym poziomem rozgrywek piłkarskich w których "FK Napredak" występował to rozgrywki Prvej ligi SR Јugoslavije, gdzie klub występował 6 sezonów: 1992/93–1995/96, 2000/01 i 2003/04.
Po 2006 roku Napredak po jednym sezonie na II poziomie rozgrywkowym zadebiutował w rozgrywkach serbskiej ekstraklasy, w której występował 3 sezony spadając w 2010 roku. Na II szczeblu klub spędził 3 sezony wracając do elity w 2013 roku. Od tego momentu (z przerwą w sezonie 2015/2016) klub występuje na I szczeblu rozgrywkowym.

## Stadion
Klub rozgrywa swoje mecze domowe na stadionie Stadion Mladost w Kruševacu, który może pomieścić 10.300 widzów.

## Sezony
| Sezon                          | Liga                                             | Poziom | Miejsce |
| Federalna Republika Jugosławii |                                                  |        |         |
| 1999/00                        | Druga liga SR Јugoslavije – Grupa Istok (Wschód) | II     | 1       |
| 2000/01                        | Prva liga SR Јugoslavije                         | I      | 16      |
| 2001/02                        | Druga liga SR Јugoslavije – Grupa Istok (Wschód) | II     | 2       |
| 2002/03                        | Druga liga SR Јugoslavije – Grupa Istok (Wschód) | II     | 1       |
| Serbia i Czarnogóra            |                                                  |        |         |
| 2003/04                        | Prva liga Srbije i Crne Gore                     | I      | 14      |
| 2004/05                        | Prva liga Srbije                                 | II     | 6       |
| 2005/06                        | Prva liga Srbije                                 | II     | 6       |
| Serbia                         |                                                  |        |         |
| 2006/07                        | Prva liga Srbije                                 | II     | 3       |
| 2007/08                        | Super liga Srbije                                | I      | 5       |
| 2008/09                        | Super liga Srbije                                | I      | 7       |
| 2009/10                        | Super liga Srbije                                | I      | 15      |
| 2010/11                        | Prva liga Srbije                                 | II     | 6       |
| 2011/12                        | Prva liga Srbije                                 | II     | 6       |
| 2012/13                        | Prva liga Srbije                                 | II     | 1       |
| 2013/14                        | Super liga Srbije                                | I      | 9       |
| 2014/15                        | Super liga Srbije                                | I      | 14      |
| 2015/16                        | Prva liga Srbije                                 | II     | 1       |
| 2016/17                        | Super liga Srbije                                | I      | 6       |
| 2017/18                        | Super liga Srbije                                | I      | 7       |
| 2018/19                        | Super liga Srbije                                | I      | 6       |
| 2019/20                        | Super liga Srbije                                | I      | 10 *    |
| 2020/21                        | Super liga Srbije                                | I      | 11      |
| 2021/22                        | Super liga Srbije                                | I      | 8       |
| 2022/23                        | Super liga Srbije                                | I      | 9       |
| 2023/24                        | Super liga Srbije                                | I      | 8       |
| 2024/25                        | Super liga Srbije                                | I      | ?       |

 * Z powodu sytuacji epidemicznej związanej z koronawirusem COVID-19 rozgrywki sezonu 2019/2020 zostały zakończone po rozegraniu 30 kolejek.

## Sukcesy
- 4. miejsce Prvej ligi SFR Јugoslavije (1x): 1980 (start w Pucharze UEFA).
- 6. miejsce Prvej ligi SR Јugoslavije (1x): 1993.
- 5. miejsce Super ligi Srbije (1x): 2008.
- mistrzostwo Drugiej ligi SFR Јugoslavije (3x): 1976, 1978 i 1988 (awanse do Prvej ligi SFR Јugoslavije).
- mistrzostwo Drugiej ligi SFR Јugoslavije (1x): 1958 (brak awansu do Prvej ligi SFR Јugoslavije, po przegranych barażach).
- mistrzostwo Drugiej ligi SR Јugoslavije – Grupa Istok (2x): 2000 i 2003 (awanse do Prvej ligi SR Јugoslavije).
- mistrzostwo Prvej ligi Srbije (II liga) (2x): 2013 i 2016 (awanse do Super ligi Srbije).
- wicemistrzostwo Drugiej ligi SR Јugoslavije – Grupa Istok (1x): 2002.
- 3. miejsce Drugiej ligi SFR Јugoslavije (1x): 1950 (awans do Prvej ligi SFR Јugoslavije).
- 3. miejsce Prvej ligi Srbije (II liga) (1x): 2007 (awans do Super ligi Srbije).
- wicemistrzostwo Srpskiej ligi (III liga) (1x): 1949 (awans do Drugiej ligi SFR Јugoslavije).
- Puchar SFR Јugoslavije:
  - półfinalista (1x): 1992.
- Puchar SR Јugoslavije:
  - finalista (1x): 2000 (start w Pucharze UEFA).

## Europejskie puchary
Legenda do wszystkich tabel:
- Q – runda eliminacyjna, 1/16, 1/8, 1/4, 1/2 – odpowiednia faza rozgrywek, Grupa – runda grupowa, 1r gr – pierwsza runda grupowa, 2r gr – druga runda grupowa, F – finał, R – runda, PO – play-off
- k. – rzuty karne, los. – losowanie, Dogr. – dogrywka, w. – zasada bramek strzelonych na wyjeździe

| Sezon   | Rozgrywki   | Runda | Przeciwnik       | Dom | Wyjazd | Ogólnie |
| ------- | ----------- | ----- | ---------------- | --- | ------ | ------- |
| 1980/81 | Puchar UEFA | 1R    | Dynamo Drezno    | 0–1 | 0–1    | 0–2     |
| 2000/01 | Puchar UEFA | Q     | Viljandi Tulevik | 5–1 | 1–1    | 6–2     |
| 2000/01 | Puchar UEFA | 1R    | OFI 1925         | 0–0 | 0–6    | 0–6     |